# 薩克森-艾森納赫
薩克森-艾森納赫（德語：Sachsen-Eisenach）是德國韋廷家族恩斯特系諸邦國的成員，存在時間為1662年至1809年。

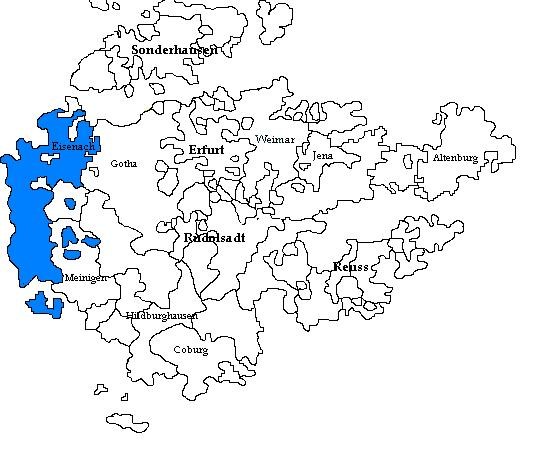

## 公爵列表
1. 約翰·恩斯特，1596年至1638年
2. 阿爾布雷希特，1640年至1644年
3. 阿道夫·威廉，1662年至1668年
4. 威廉·奧古斯特，1668年至1671年
5. 約翰·格奧爾格一世，1671年至1686年
6. 約翰·格奧爾格二世，1686年至1698年
7. 約翰·威廉，1698年至1729年
8. 威廉·海因里希，1729年至1741年